# Miagaokerk

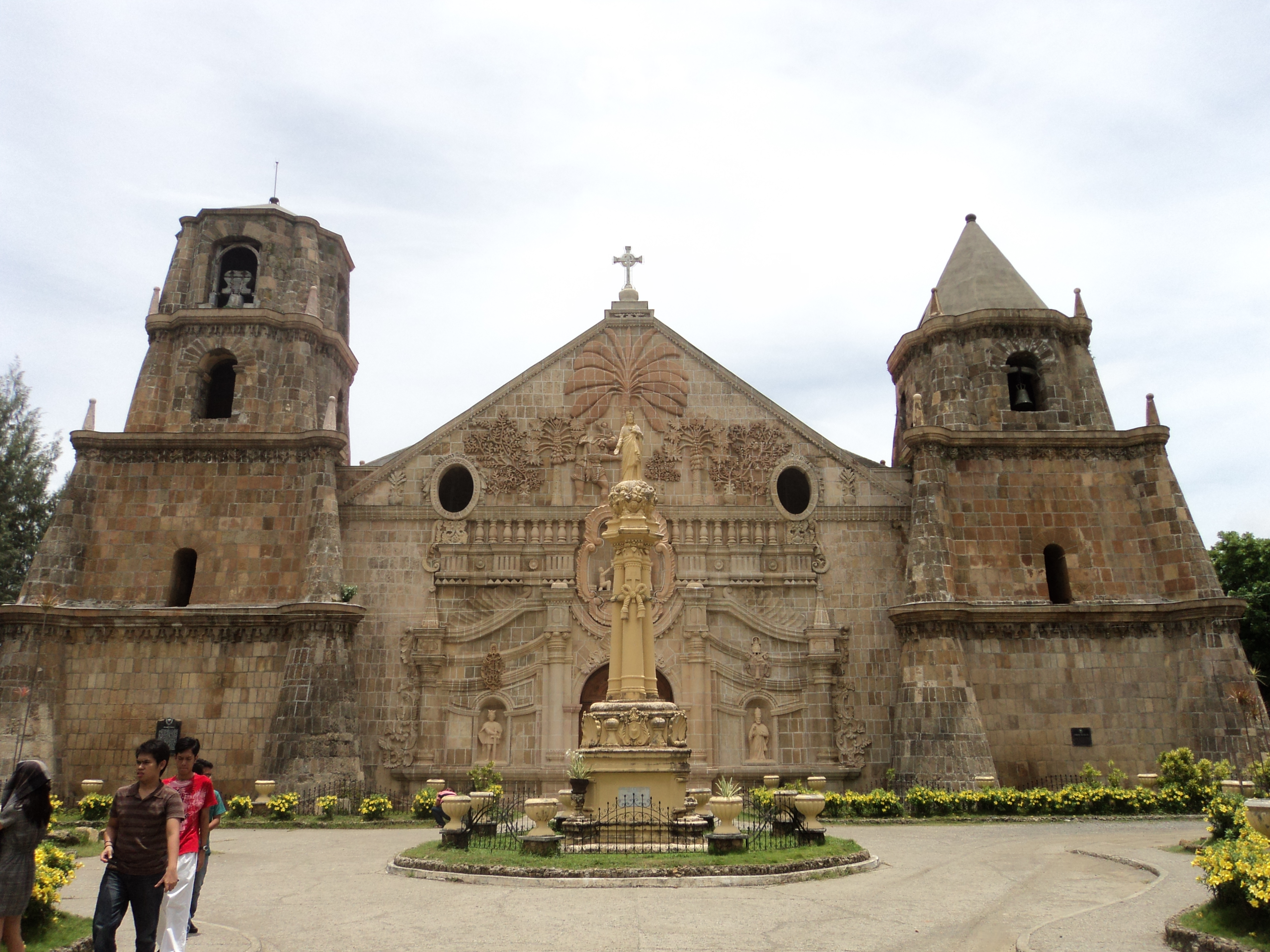
De Miagaokerk

De Miagaokerk (ook bekend als de Sint Thomas de Villanueva) is een van de belangrijkste voorbeelden van de barokkerken van de Filipijnen. Deze staat in de Filipijnse plaats Miagao.
De kerk werd in 1786 gebouwd door de Spaanse kloosterorde van de Augustijnen. De kerk diende tegelijkertijd als vesting. Dit is duidelijk te zien aan de vorm van de twee torens. In de gevel is een reliëf aangebracht waarop een aantal planten en bomen te zien zijn. In het midden staat Sint-Christoffel die een zwaaiende Jezus op zijn rug draagt en zich vasthoudt aan een palmboom.
De Miagaokerk staat sinds 1993, samen met een aantal andere Filipijnse barokkerken, op de Werelderfgoedlijst van UNESCO.